# فهرست بزرگترین شرکت‌های مبادله کننده سهام اختصاصی
فهرست زیر متعلق به سال ۲۰۱۴ می‌باشد و به شرکت‌هایی اختصاص دارد که در حوزه مبادله سهام اختصاصی فعالیت می‌کنند. این شرکت‌ها بر پایه میزان سرمایه رتبه‌بندی شده‌اند.
| رتبه | نام شرکت               | دفتر مرکزی       | سرمایه در سال ۲۰۱۴ (میلیارد دلار) |
| ---- | ---------------------- | ---------------- | --------------------------------- |
| ۱    | بلک‌استون               | نیویورک          | $ ۶۵٫۷۰                           |
| ۲    | کارلایل گروپ           | واشینگتن، دی سی  | $ ۶۲٫۹۰                           |
| ۳    | تی‌پی‌جی کپیتال          | فورت وورث، تگزاس | $ ۵۹٫۰۰                           |
| ۴    | کوهلبرگ کراویس رابرتس  | نیویورک          | $ ۵۴٫۵۰                           |
| ۵    | مدیریت آپولو           | نیویورک          | $ ۴۸٫۰۰                           |
| ۶    | گلدمن ساکس             | نیویورک          | $ ۳۹٫۹۰                           |
| ۷    | واربورگ پینکوس         | نیویورک          | $ ۳۷٫۰۰                           |
| ۸    | بین کپیتال             | بوستون، ماساچوست | $ ۳۵٫۰۰                           |
| ۹    | ادونت اینترنشنال       | بوستون، ماساچوست | $ ۳۲٫۰۰                           |
| ۱۰   | سی‌وی‌سی کپیتال          | لندن             | $ ۱۸٫۰۸                           |
| ۱۱   | مدیسون دیربورن پارتنرز | شیکاگو           | $ ۱۸٫۰۰                           |
| ۱۲   | جنرال آتلانتیک         | گرینویچ، کانتیکت | $ ۱۵٫۶۰                           |
| ۱۳   | جی‌پی مورگان چیس        | نیویورک          | $ ۱۳٫۷۱                           |
| ۱۴   | مدیریت سرمایه اوکتری   | لس آنجلس         | $ ۱۲٫۳۴                           |
| ۱۵   | لون استار فاندز        | دالاس            | $ ۱۲٫۱۸                           |